# Harlow Niles Higinbotham
Pour les articles homonymes, voir Higinbotham.

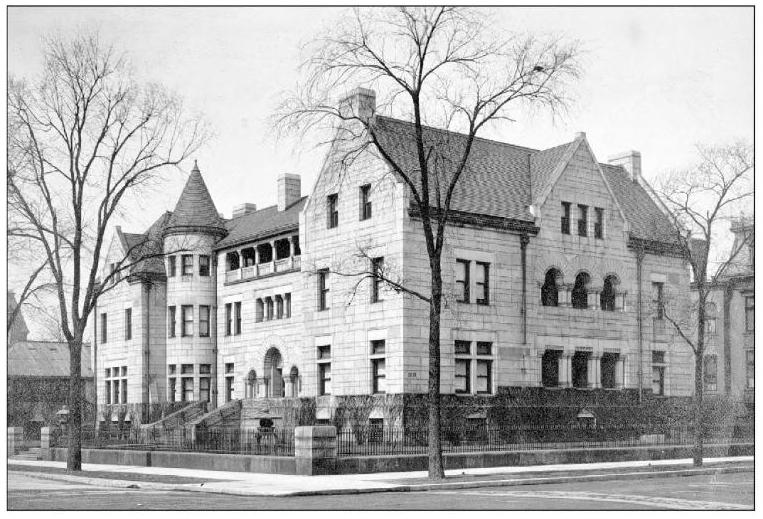
Résidence de Harlow Niles Higinbotham au 2838 S dans la Michigan Avenue à Chicago.

Harlow Niles Higinbotham, né le 10 octobre 1838 à Joliet dans l'Illinois et mort le 18 avril 1919 à New York, est un homme d'affaires américain.

## Biographie
Harlow Niles Higinbotham naît le 10 octobre 1838 à Joliet dans l'Illinois. Il est le fils de Henry D. et de Rebecca (Wheeler) Higinbotham. Il fréquente la Lombard University (en) à Galesburg dans l'Illinois et le Commercial College à Chicago.
En 1862, il s'enrôle pour servir dans la guerre civile, dans la Mercantile Battery de Chicago (en), et est commis en chef dans le département de l'intendance à moment jusqu'à la fin de la guerre en 1865.
Le 7 décembre 1865 à Joliet il épouse Rachel D. Davison.
En 1893, il est président de l'Exposition universelle de Chicago ; partenaire de Marshall Field and Company; et président du Field Museum of Natural History. Il est (en date de 1916) président de Hahnemann Hospital, du Chicago Home for Incurables, du Kindergarten Collegiate Institute; et vice-président de la News Boys' and Boot Blacks' Association.
Harlow Niles Higinbotham meurt le 18 avril 1919, à la suite d'un accident de la route à New York; il laisse dans le deuil deux fils et deux filles.